# Uwe Lenhart
Uwe Lenhart (* 18. Oktober 1968 in Offenbach am Main) ist ein deutscher Rechtsanwalt und Strafverteidiger.

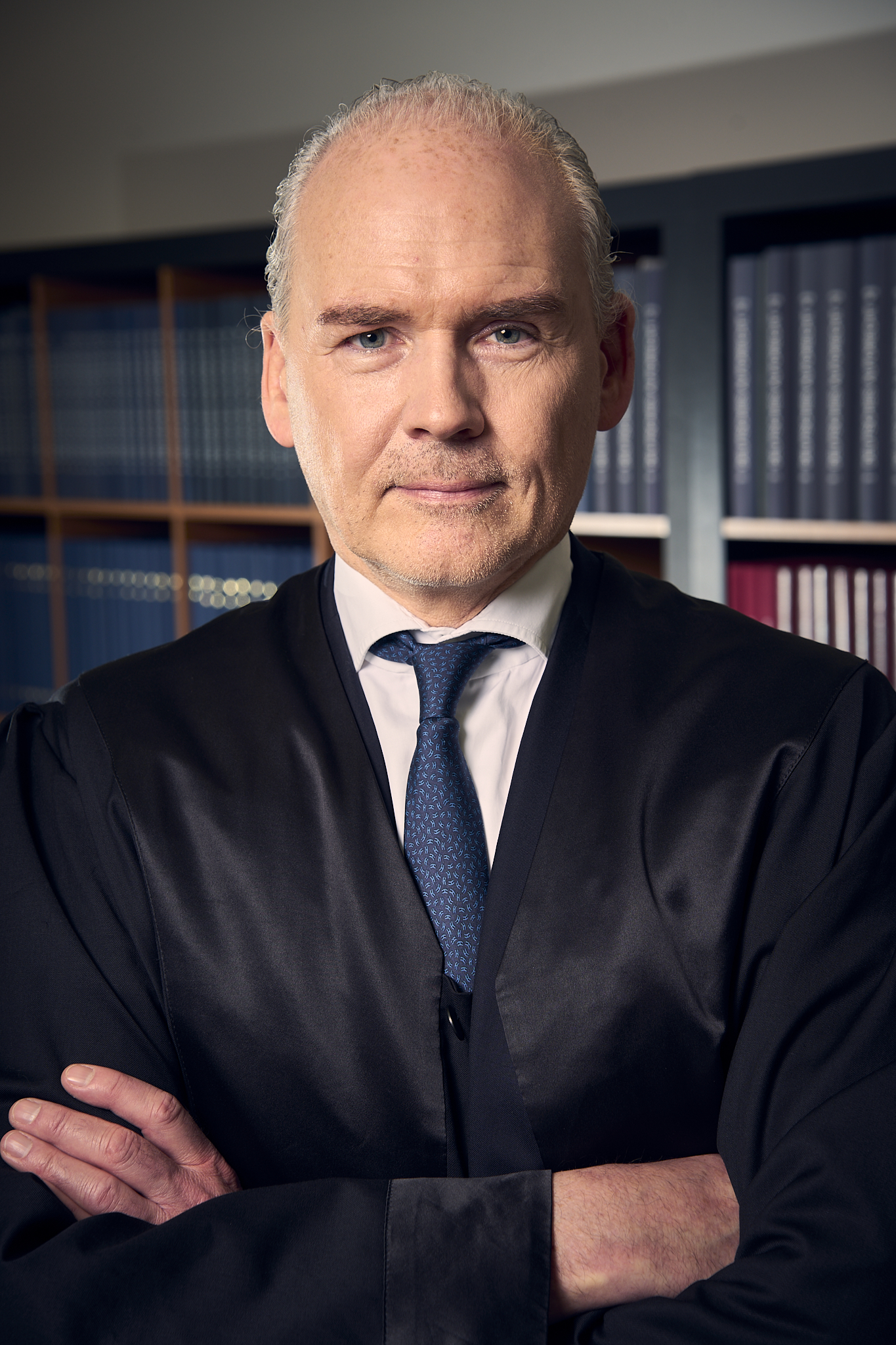
Uwe Lenhart 2023

## Leben
Nach dem Studium der Rechtswissenschaften in Frankfurt am Main legte Lenhart die erste juristische Staatsprüfung am 6. November 1995 ab. Den juristischen Vorbereitungsdienst leistete er im Bezirk des Landgerichts Darmstadt in der Zeit von 1996 bis 1998, die Ausbildung schloss er mit der zweiten juristischen Staatsprüfung am 14. August 1998 ab.

## Tätigkeit
Neben einem Praktikum bei dem Frankfurter Rechtsanwalt und Notar Eckart C. Hild war Uwe Lenhart in der anwaltlichen Allgemeinpraxis mit Schwerpunkt Verkehrsrecht von Rechtsanwalt und Notar Stephan Sauer, Frankfurt am Main, tätig. Nach Zulassung zur Rechtsanwaltschaft durch die Rechtsanwaltskammer Frankfurt am Main und Eintragung in die Rechtsanwaltsliste bei dem Amtsgericht Frankfurt am Main und dem Landgericht Frankfurt am Main übt Lenhart die Anwaltstätigkeit in eigener Kanzlei auf den ausschließlichen Tätigkeitsgebieten Verkehrsstrafrecht einschließlich Ordnungswidrigkeiten- und Fahrerlaubnisrecht sowie Wirtschafts- und Steuerstrafrecht seit dem Januar 2000 aus. Verleihung der Befugnis, die Bezeichnung „Fachanwalt für Strafrecht“ zu führen, im Januar 2005. Gestattung zur Führung der Bezeichnung „Fachanwalt für Verkehrsrecht“ im November 2005. Nach Einführung der weiteren Fachanwaltsbezeichnung für das Verkehrsrecht zum 1. Juli 2005 hat die Rechtsanwaltskammer Frankfurt am Main Uwe Lenhart aufgrund seiner Fachkompetenz in ihren Vorprüfungsausschuss berufen.
Lenhart ist Autor der Kolumne „Recht auf Rädern“ in der Frankfurter Allgemeinen Sonntagszeitung (FAS), erscheint alle zwei Wochen seit dem 16. Februar 2003.
In den seit 2013 jährlich erscheinenden Focus-Listen der Top-Anwälte Deutschlands wird Lenhart von einer herausragenden Anzahl von Kollegen empfohlen.

## Schriften
- Verkehrsrecht – Vermeidung von Strafe, Punkten & Fahrverbot, Berlin 2008, ISBN 978-3589238354 (zusammen mit Philip Wulf Leichthammer)
- Verkehrsrecht – Was tun, wenn Strafe, Punkte und Fahrverbot drohen? Berlin 2009, ISBN 978-3411864515 (zusammen mit Philip Wulf Leichthammer)
- MPU – Was man wissen muss, 3. Auflage, München 2023, ISBN 978-3-406-80437-3 (zusammen mit Horst Ziegler)
- Straßenverkehrsrecht – Strafe, Punkte, Fahrverbot, MPU, München 2012, ISBN 978-3423507233 (zusammen mit Philip Wulf Leichthammer)

## Veröffentlichungen
- Feststellung Tatzeit-BAK in Ermangelung tatrichterlicher Feststellungen als Grundlage für Entscheidung über Anordnung einer MPU in: DAR 2002, 62
- Das Erfordernis tatrichterlicher Feststellungen über die Eignung im Hinblick auf Anordnung einer MPU durch die Fahrerlaubnisbehörde – Bindungswirkung in: DAR 2002, 302 f.
- Die Verteidigung bei Fahrt unter Rauschmitteleinwirkung – Warnung vor „2. Instanz“ in: NJW 2003, 409 ff.
- Der „bedeutende Schaden“ als Regelbeispielsvoraussetzung einer Entziehung der Fahrerlaubnis in: NJW 2004, 191 ff.
- Verteidigung bei Nötigung, Straßenverkehrsgefährdung und gefährlichem Eingriff in den Straßenverkehr (§§ 240, 315c, 315b StGB) in: NJW 2009, 967 f.
- Verteidigung bei unerlaubtem Entfernen vom Unfallort in: NJW 2010, 2184 f.
- Verteidigung bei Fahren unter Rauschmitteleinwirkung in: NJW 2010, 3205 f.
- Verteidigung bei der Trunkenheitsfahrt (§ 316 StGB; § 24a StVG) in VRR 2011, 2 ff.
- Dürfen Radfahrer eigentlich alles? in: Frankfurter Allgemeine Sonntagszeitung (FAS), 28. Oktober 2012, V9